# Noctueliopsis aridalis
Noctueliopsis aridalis is een vlinder uit de familie van de grasmotten (Crambidae), uit de onderfamilie van de Odontiinae. De wetenschappelijke naam van deze soort is voor het eerst voorgesteld als Noctuelia aridalis door William Barnes en Foster Hendrickson Benjamin in een publicatie uit 1922.
De soort komt voor in de Verenigde Staten (Californië).